# Emil Palm
Emil Palm (* 26. Januar 1890 in Köln; † 11. März 1963 in Berlin) war ein deutscher Komponist und Kapellmeister der Unterhaltungsmusik. Bekannt wurde er durch seine zusammen mit Willi Ostermann und anderen komponierten Stimmungslieder, insbesondere den Schlager „Regentropfen, die an Dein Fenster klopfen“.

## Leben
Emil Palm wurde als eines von zwölf Geschwistern 1890 in Köln geboren. Sein Urgroßvater, Johann Joseph Palm (1801–1882), hatte als ehemaliger Husar und Kriegsinvalide vom Preußischen Staat eine Orgeldreher-Konzession erhalten, zog als „Orjels Palm“ Tag für Tag durch die Straßen von Köln, um seine große Familie zu ernähren und war eine stadtbekannte Legende. Emils Vater Franz Palm (1852–?) war als Orchestermusiker in Köln tätig, so kam Emil bereits früh mit Musik in Berührung.
Noch vor dem Ersten Weltkrieg kam es zu einer Zusammenarbeit mit dem Kölner Krätzchensänger Willi Ostermann, der selbst keine Noten schreiben konnte. So schrieb Palm die Musik für den Titel Wä hätt dat vun d’r Tant gedaach! (Wer hätte das von der Tante gedacht), das 1908 den Preis für das beste Lied in Kölner Mundart gewann. 1911 heiratete Ostermann Emil Palms Schwester, die Revuetänzerin Käthe Palm.
In den 1920er und 1930er Jahren arbeitete Palm als Kapellmeister und Komponist zunächst in Köln und später in Berlin. Er schrieb viele Lieder für Kölner Karnevalsgesellschaften. Sein Büttenmarsch Woröm si' mer dann nit immer su gemütlich wie hück? wurde 1927 von Robert Koppel gesungen und bei der Deutschen Grammophon veröffentlicht. 1934 erschienen drei Filme, zu denen er die Musik geschrieben hatte. Er komponierte auch Militärmusik. Sein vom Blasorchester Carl Woitschach auf Platte eingespieltes „Heimatlied“ Deutsch sein, heißt treu sein! (Text: Ernst Petermann) wurde bei Aufmärschen der Nationalsozialisten gesungen. Sein größter Erfolg wurde 1935 der Tango-Schlager Regentropfen, die an Dein Fenster klopfen in einer Aufnahme der Metropol Vokalisten und der Lewis-Ruth-Band. Auch Eric Helgar, Rudi Schuricke und das Meistersextett nahmen das Lied in ihr Repertoire. Später wurde es von Heinz Erhardt und Christian Hölbling in Sketchen verwendet.
Nach dem Zweiten Weltkrieg setzte er seine Tätigkeiten in Berlin fort. Seine Kompositionen wurden in verschiedenen Musikverlagen veröffentlicht. Er verstarb 1963 und wurde auf dem St.-Matthias-Friedhof in Berlin beerdigt.

## Werke

### Lieder und Instrumentalmusik
- Wä hätt dat vun d’r Tant gedaach!, T.: Willi Ostermann (1908)
- Dat richtige äch kölsche Platt, T.: Willi Ostermann (1908)
- Dä es verdötsch, T.: Willi Ostermann (vor 1909)
- Et Lissge us dr Deepegass, T.: Willi Ostermann (vor 1909)
- Wenn in Colonia der Karneval beginnt, T.: Willi Ostermann (vor 1909)
- Das gibt es nur in Köln am Rhein, T.: Willi Ostermann (vor 1909)
- Wenn mer op der Huhstroß spaziere geiht, T.: Willi Ostermann (vor 1909)
- Fritz (Jim) wat häste för e Bötzje ahn, T.: Willi Ostermann (vor 1909)
- Summ- un Brumm-Leed, T.: Willi Ostermann (vor 1910)
- Et Stina muss ne Mann han, T.: Willi Ostermann (1909/10)
- Wat litt dann an 10.000 Dhaler, T.: Willi Ostermann (1909/10)
- Die Frau Bellmann muss mer Rollschon laufe sinn, T.: Willi Ostermann (1909/10)
- Villa-Billa-Walzer, T.: Willi Ostermann (1910)
- De Wienanz han nen Has' em Pott, T.: Willi Ostermann (1911/12)
- Hurra! Die Minna hat 'nen Mann gekriegt, T.: Willi Ostermann (1908)
- Dä Hals – vun der Frau Schmalz, T.: Willi Ostermann (1913/14?)
- Ich bin zu alt, um nur zu spielen (vor 1928)
- Woröm si' mer dann nit immer su gemütlich wie hück?, Büttenmarsch, Text von Franz Chorus (1928)
- Schött en! Stüßt an! Drinkt uus! Karnevalsmarsch, Büttenmarsch (1930)
- O Heimat, erhalt dir die Schätze dein, Rhein-Heimatlied und Marsch, Text: Franz Chorus
- Nur am Rhein, Marschlied, Text von Franz Chorus
- Deutsch sein, heisst treu sein T.: Ernst Petermann
- Auf dem Heuboden (1934)
- Eine richtige Hamburger Deern, Stimmungswalzer, T.: Ernst Petermann (1934)[1]
- Am Adolf-Hitler-Platz steht eine junge Eiche : Marschlied (Verfasser: Emil Palm; [Worte von] Willy Weiß) Berlin: Der Braune Musikverl., 1934
- Regentropfen, die an Dein Fenster klopfen, Tango, T.: Josef Hochleitner (1935)
- Von morgen ab will ich solide sein, Bummelmarsch, T.: Ernst Petermann, (1939)
- Ein Schwalbenpaar bringt Glück ins Haus, Walzerlied (1940)
- Der kleine Eskimo, lustiger Foxtrott, T.: Ernst Petermann (1949)
- Arm in Arm mit Dir, Lied u. Schunkelwalzer T.: Ernst Petermann (1949)
- Liebeslust und Liebesleid, 7 Lieder im Volkston (1951)
- Frühling am Rhein: es steht eine Schenke am Bergeshang, T.: Fred Endrikat (1951)
- So lieb, wie du heute gewesen, Melodischer Foxtrot, T.: Eberhard Storch (1952)
- In einem Tanzcafé am Tisch mir gegenüber …, T.: Eberhard Storch (1952)
- Walzer-Momente (1954)
- Die blaue Stunde, Lied und langs. Foxtrot (1954)
- Omama (Warum soll denn die Omama…), Marschfox, T.: Ernst Petermann (1954)
- Sonnen-Strahlen, Konzert- u. Tanzwalzer (1955)
- Wer weiss, wozu es gut ist und kommt es mal anders, (1956)
- Darum laßt uns trotzdem fröhlich sein, Marsch (1956)
- Lob der Glatze, Foxtrot Moderato, T.: Ernst Petermann (1956)
- In der kleinen Laube …, Lied u. Slow, T.: Ernst Petermann (1956)
- Auch ein Bassist …, heiteres Baßlied, Tango (1958)
- Ein Viertelstündchen mit dir allein … (1958)

### Filmmusik
- Krach im Forsthaus (1934)
- Der sanfte Jacob (1934)
- Wenn Mutter nicht zuhause ist (1934)

### Bühnenmusik
- Ehemann verloren Lustspiel mit Musik von Bolten Baeckers u. G. Cenzato (um 1950, Berlin)

## Aufnahmen
- Villa-Billa-Walzer mit Willy Ostermann
- Ich bin zu alt, um nur zu spielen  mit Engelbert Milde, Homocord 4-2659 (1928)
- Auf dem Heuboden mit den Comedian Harmonists
- Regentropfen mit dem Meister-Sextett: Electrola E.G.3132/ORA 67-III, Rudi Schuricke, Cristal 3568/C8880, Erwin Hartung mit dem Tanz-Streichorchester Jo Bund, Gloria G.O.27 139 b, dem Oscar Joost Tanzorchester, Grammophon 2238A, Walter Fenske mit seinem Orchester, Tenor-Solo und Gesangs-Quartett, Telefunken M 6165, Helfried (Parodie).
- Deutsch sein, heißt treu sein mit Carl Woitschach und seinem Blasorchester, Gloria G.O.27 037 B
- Von morgen ab will ich solide sein mit Hanns Göbel und Otto Kermbachs Großem Ballorchester, Grammophon 11 131 B